# Space Interferometry Mission
A Space Interferometry Mission (SIM), também chamada SIM Planet Quest, seria
uma missão que a NASA cujo principal objetivo seria fazer medidas astrométricas das distâncias de algumas centenas de estrelas
com uma precisão 100 vezes maior do que se pode fazer atualmente.
Com isto, será prossível melhorar as estimativas do tamanho do universo e ajudar os astrônomos a determinar o brilho real das estrelas, tornando mais precisas as informações que se tem sobre suas composições químicas e  evolução. O projeto foi cancelado em 2010.
O SIM será um interferômetro composto por três telescópios. Os raios das estrelas, captados pelos
três telescópios são sobrepostos de forma a interagirem entre sí, resultando em um efeito físico chamado
interferência e fazendo com que os três telescópios funcionem como um único, porém grande, telescópio.
A missão SIM também procurará por exoplanetas em cerca de 200 estrelas. 
A técnica usada será a astrometria. Usando estrelas de fundo como referência, a missão
SIM será capaz de detectar pequenas perturbações periódicas na posição de cada estrela, causadas pela presença de 
planetas orbitando ao seu redor. Os instrumentos da missão serão suficientemente sensíveis para detectar
planetas do tipo terrestre nas zonas habitáveis e planetas gigantes (tipo Júpiter) a grandes distâncias.

## A missão
O SIM irá operar em uma órbita diferente dos demais satélites. Em sua órbita, o SIM seguirá o movimento da Terra.
Depois de ser lançado por um Evolved Expendable Launch Vehicle (EELV), o SIM irá suavemente se afastar da
Terra em uma taxa de 0.1 UA por ano até atingir uma distância de 95 milhões de km, 5.5 anos após o lançamento.
O Sol iluminará continuamente a espaçonave evitando as ocultações que ocorreriam em uma órbita ao redor da Terra.
Após atingir sua órbita, seus paineis solares e sua antena de alto ganho se desdobrarão
completamente. Após um período de vários dias para checagem e calibração os instrumentos serão posicionados
para serem então calibrados. Para a calibração do interferômetro, vários meses serão necessários. Só então
o SIM estará pronto para iniciar suas medidas.
Durante os cinco anos seguintes (ou mais), o SIM estará em operação contínua.  O apontamento do SIM será controlado
através de uma roda de reação e de pequenos atuadores. O eixo de visada nunca estará a menos de 45° em relação 
ao Sol para que que o sistema ótico não sofra degradação devido ao aquecimento. Por causa deste perigo, o apontamento
deverá ser feito de forma precisa. Além disso, a velocidade da espaçonave deve ser calculada com exatidão, com um
erro menor que 20 mm/sec para corrigir efeitos relativísticos. As estações do Deep Space Network (DSN) 
na Terra, ajudarão na determinação precisa da velocidade da espaçonave, através de medidas empregando
efeito Doppler. Os dados obtidos pelo SIM serão armazenados no computador de bordo da espaçonave e enviados
à Terra varias vezes por semanas. Os controladores usarão os precedimentos de "rotação rápida" para 
utilizar o SIM em possiveis observações emergenciais de alvos especiais.

## Esquema do Interferômetro

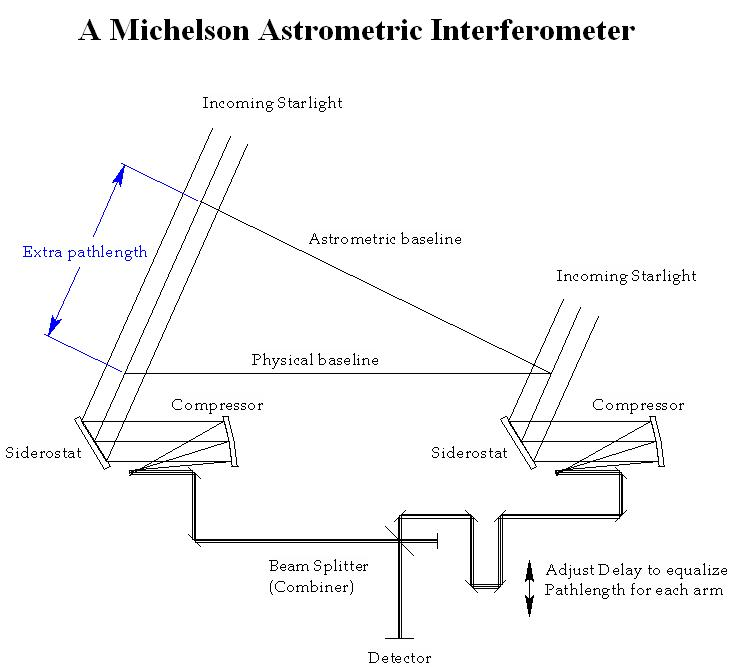
Este diagrama explica como o Interferômetro Astrométrico funciona.